# Unión Deportiva San Pedro
La Unión Deportiva San Pedro és un club de futbol amb seu a San Pedro de Alcántara, Marbella, a la comunitat autònoma d'Andalusia. Fundat l'any 1974, juga a Tercera Divisió RFEF – Grup 9, i celebra els partits a casa a l'Estadi Municipal de San Pedro Alcántara, amb una capacitat per a 5.000 seients.

## Temporada a temporada
| Temporada | Nivell | Divisió    | Lloc | Copa del Rei |
| --------- | ------ | ---------- | ---- | ------------ |
| 1974–1976 | —      | Regional   | —    |              |
| 1976–77   | 5      | 1a Reg.    | 4t   |              |
| 1977–78   | 5      | Reg. Pref. | 2n   |              |
| 1978–79   | 5      | Reg. Pref. | 1r   |              |
| 1979–80   | 4      | 3a         | 5è   | 1ra Ronda    |
| 1980–81   | 4      | 3a         | 7è   | 2na Ronda    |
| 1981–82   | 4      | 3a         | 11è  |              |
| 1982–83   | 4      | 3a         | 15è  |              |
| 1983–84   | 4      | 3a         | 3r   |              |
| 1984–85   | 4      | 3a         | 16è  | 1ra Ronda    |
| 1985–86   | 5      | Reg. Pref. | 1r   |              |
| 1986–87   | 4      | 3a         | 8è   |              |
| 1987–88   | 4      | 3a         | 11è  |              |
| 1988–89   | 4      | 3a         | 16è  |              |
| 1989–90   | 4      | 3a         | 19è  |              |
| 1990–91   | 5      | Reg. Pref. | 2n   |              |
| 1991–92   | 4      | 3a         | 12è  |              |
| 1992–93   | 4      | 3a         | 17è  |              |
| 1993–94   | 4      | 3a         | 11è  |              |
| 1994–95   | 4      | 3a         | 2n   |              |

| Temporada | Nivell | Divisió    | Lloc | Copa del Rei |
| --------- | ------ | ---------- | ---- | ------------ |
| 1995–96   | 3      | 2a B       | 15è  | 1ra Ronda    |
| 1996–97   | 3      | 2a B       | 13è  |              |
| 1997–98   | 3      | 2a B       | 18è  |              |
| 1998–99   | 4      | 3a         | 7è   |              |
| 1999–2000 | 4      | 3a         | 11è  |              |
| 2000–01   | 4      | 3a         | 14è  |              |
| 2001–02   | 4      | 3a         | 18è  |              |
| 2002–03   | 5      | Reg. Pref. | 2n   |              |
| 2003–04   | 4      | 3a         | 18è  |              |
| 2004–05   | 5      | 1a And.    | 9è   |              |
| 2005–06   | 5      | 1a And.    | 15è  |              |
| 2006–07   | 6      | Reg. Pref. | 10è  |              |
| 2007–08   | 6      | Reg. Pref. | 4t   |              |
| 2008–09   | 6      | Reg. Pref. | 2n   |              |
| 2009–10   | 5      | 1a And.    | 4t   |              |
| 2010–11   | 5      | 1a And.    | 1r   |              |
| 2011–12   | 4      | 3a         | 8è   |              |
| 2012–13   | 4      | 3a         | 13è  |              |
| 2013–14   | 4      | 3a         | 14è  |              |
| 2014–15   | 4      | 3a         | 3r   |              |

| Temporada | Nivell | Divisió   | Lloc    | Copa del Rei |
| --------- | ------ | --------- | ------- | ------------ |
| 2015–16   | 4      | 3a        | 11è     |              |
| 2016–17   | 4      | 3a        | 11è     |              |
| 2017–18   | 4      | 3a        | 17è     |              |
| 2018–19   | 4      | 3a        | 20è     |              |
| 2019-20   | 5      | Div. Hon. | 8è      |              |
| 2020-21   | 5      | Div. Hon. | 1r / 2n |              |
| 2021–22   | 5      | 3a RFEF   |         |              |

- 3 temporades a Segona Divisió B
- 23 temporades a Tercera Divisió
- 1 temporada a Tercera Divisió RFEF